# Teifi
Teifi (wal. Afon Teifi) – rzeka w Wielkiej Brytanii, posiadająca źródła w Górach Kambryjskich w Walii. Łączna długość rzeki wynosi powyżej 100 km, co czyni ją najdłuższą rzeką płynącą w całym swym biegu na terenie Walii. Rzeka Teifi stanowi, przez większość swego biegu, granicę między walijskimi hrabstwami Ceredigion i Carmarthenshire. Uchodzi do zatoki Cardigan niedaleko miasta Cardigan.